# بوب هاينتز
بوب هاينتز (بالإنجليزية: Bob Heintz)‏ هو لاعب غولف أمريكي، ولد في 1 مايو 1970 في سيوسيت في الولايات المتحدة.

## وصلات خارجية
- بوب هاينتز على موقع رابطة لاعبي الغولف المحترفين (الإنجليزية)